# موری تاکاچیکا
موری تاکاچیکا (به ژاپنی: 毛利 敬親 Mōri Takachika) یا موری یوشیچیکا; ۱ ژانویهٔ ۱۸۱۹ – ۱۷ مهٔ ۱۸۷۱) سیزدهمین فرماندار و دایمیوی قلمروی چوشو در ژاپن در دوره باکوماتسو بود.